# Schwanda, der Dudelsackpfeifer
Schwanda, der Dudelsackpfeifer (en tchèque : Švanda dudák) est un opéra en deux actes composé par Jaromír Weinberger, créé à Prague le 27 avril 1927. Il s'agit de l'œuvre la plus connue de Weinberger, avec une orchestration brillante et des thèmes issus du folklore tchèque.

## Genèse
Le livret, rédigé en allemand par Karel Hašler, s'inspire d'une pièce de théâtre romantique de Josef Kajetán Tyl, centrée sur Švanda, joueur de cornemuse.
La première représentation a lieu à Prague au Théâtre national, suivie d'une diffusion rapide en Vienne, New York (Metropolitan Opera, 1931) et Londres, dans sa version allemande.

## Personnages principaux
- Schwanda, joueur de cornemuse – ténor
- Dorotka, épouse de Schwanda – soprano
- La Reine du royaume magique – mezzo-soprano
- Babinský, bandit compagnon – baryton
- Rôles secondaires : bourreau, juge, esprits, et al.

## Argument
Poussé par le bandit Babinský, Schwanda quitte son village pour un royaume enchanté où sa musique ensorcelle la Reine. Il oublie sa femme Dorotka, signe un pacte infernal et se retrouve poursuivi par les esprits. Grâce à Babinský, il échappe à la damnation et retrouve son épouse.

## Style musical
L'œuvre combine le style post-romantique à des éléments folkloriques : usage de la cornemuse comme leitmotiv, motifs de danses populaires tchèques, écriture orchestrale virtuose, notamment dans la fugue du bourreau, souvent jouée en concert.

## Réception
Très populaire jusqu'aux années 1940, l'opéra voit sa diffusion freinée en raison de l'exil de Weinberger aux États-Unis et du contexte politique européen. Il est redécouvert occasionnellement par des maisons d'opéra soucieuses de promouvoir le répertoire tchèque du XXe siècle.

## Discographie (sélection)
- 1956 : direction Joseph Keilberth – Deutsche Grammophon
- 1996 : direction Gerd Albrecht – version tchèque, Théâtre national de Prague[8]
- 2002 : direction Neeme Järvi – Chandos Records[9]